# Arna Station
 Ikke at forveksle med Arna Station (1883).
Arna Station (Arna stasjon) er en jernbanestation på Bergensbanen, der ligger i bydelen Arna i Bergen i Norge. Stationen består af flere spor, en øperron med stationsbygning og adgang via en gangtunnel samt en busterminal. Desuden ligger der en godsterminal på stationsområdet.
Stationen betjenes af alle fjerntog og lokaltog, herunder en del der kun kører mellem Bergen og Arna. Med en rejsetid på kun syv minutter gennem Ulrikentunnelen udgør stationen en vigtig del af forbindelsen mellem bydelen og Bergens centrum.
Stationen åbnede 1. august 1964, da banen blev omlagt, i forbindelse med at Ulrikentunnelen og Arnanipa (tunnel) blev taget i brug. Stationen ligger mellem åbningerne på de to tunneller. Stationen erstattede en ældre station af samme navn fra 1883 på den gamle strækning. Den gamle station betjenes nu af veterantog som en del af Gamle Vossebanen.
Arna Station skal opgraderes i forbindelse med etableringen af Nye Ulriken tunnel, der kommer til at gå parallelt med den nuværende tunnel. For at øge kapaciteten mellem Arna og Bergen skal der foretages betydelige ændringer på Arna station. Hele projektet forventes færdiggjort med dobbeltspor i 2014, men med en delvis åbning i 2022.